# Максим (Бачинский)
Епи́скоп Макси́м (в миру Никола́й Васи́льевич Бачи́нский; 1897, село Новые Бурасы, Саратовский уезд, Саратовская губерния — 1953) — епископ Русской православной церкви, епископ Великолуцкий и Торопецкий.

## Биография
Родился в 1897 году в селе Новые Бурасы Саратовского уезда Саратовской губернии (ныне Саратовская область) в семье учителя. Прадед и дед (по отцу) служили настоятелями сельских приходов в Саратовской епархии.
Среднее образование получил в Саратовской гимназии, по окончании которой учительствовал в городском училище.
В мае 1916 года был призван на военную службу, служил в царской, а затем в Красной армии.
По окончании военной службы, поступил на физико-математическое отделение Московского государственного университета, где обучался в течение трёх лет, одновременно посещая лекции и на юридическом факультете. Малярия и появление на свет ребёнка прервали учёбу. После переезда в Саратов занимался педагогической деятельностью — преподавал географию и математику в средних школах.
Осенью 1929 года арестован и сослан в Казахстан на три года. Весной 1932 года овдовел, а сын был взят на воспитание родственниками, проживавшими в Москве. В 1934 году вернулся в Москву после долгих странствований по подмосковным районам, преподавал математику в средних школах.
В декабре 1942 года в Рязани архиепископом Рязанским и Касимовским Алексием (Сергеевым) рукоположен в сан священника. В течение нескольких месяцев являлся настоятелем церкви села Городище Рыбновского района Рязанской области.
Затем перешёл в клир Полтавской епархии и служил настоятелем Макариевской церкви в Полтаве.
11 мая 1944 года решением Священного Синода избран епископом Луцким, с тем чтобы наречение и хиротония были совершены в Москве по указанию Патриарха.
12 мая 1944 года в Крестовой Патриаршей церкви епископом Дмитровским Иларий (Ильин) постриг его в монашество с наречением имени Максим. В тот же день в зале заседаний Священного Синода при Московской Патриархии было совершено наречение иеромонаха Максима во епископа Луцкого.
13 мая 1944 года в Московском Богоявленском кафедральном соборе в Елохове хиротонисан во епископа Луцкого. Хиротонию совершили Патриарх Московский и всея Руси Сергий, митрополит Ленинградский и Новгородский Алексий (Симанский), митрополит Киевский и Галицкий Иоанн (Соколов), архиепископ Саратовский и Сталинградский Григорий (Чуков) и епископ Дмитровский Иларий (Ильин).
23 мая 1944 года решением Священного Синода перемещён на Винницкую кафедру с титулом Винницкий и Каменец-Подольский.
С 31 января по 4 февраля 1945 года был участником Поместного Собора Русской православной церкви от Винницкой и Каменец-Подольская епархии.
В мае 1945 года на Винницкую кафедру был назначен епископ Варлаам (Борисевич), а епископ Максим теперь управлял только Каменец-Подольской епархией с титулом Каменец-Подольский и Проскуровский.
5 января 1946 года он был определён епископом Лысковским, викарием Горьковской епархии, в помощь больному епископу Зиновию (Красовскому).
2 марта 1946 года подал рапорт о состоянии своего здоровья «не позволяющего в дальнейшем осуществлять управление епархией». На него также не раз жаловались
верующие.
5 апреля 1946 года решением Священного Синода назначен епископом Измаильским и Болградским.
С 17 июля 1947 года — епископ Великолуцкий и Торопецкий.
5 октября 1947 года решением Священного Синода уволен на покой согласно прошению.
Скончался в 1953 году. Останки епископа Максима покоятся в «Богом зданной пещере» Псково-Печерской обители.